# Cyperus laevigatus
Espèce
Classification phylogénétique
Statut de conservation UICN

 LC  : Préoccupation mineure
Le Souchet à deux épis ou Cyperus laevigatus est une espèce de plante du genre Cyperus et de la famille des cypéracées poussant dans les milieux humides, particulièrement saumâtres et alcalins, de tous les continents.
Elle comprend plusieurs sous-espèces et variétés distinctes :
- Cyperus laevigatus albidus ;
- Cyperus laevigatus atratus ;
- Cyperus laevigatus caespitosus ;
- Cyperus laevigatus distachyos ;
- Cyperus laevigatus laevigatus ;
- Cyperus laevigatus macra ;
- Cyperus laevigatus pallae ;
- Cyperus laevigatus pictus ;
- Cyperus laevigatus ramlehensis.